# Корнийчук, Сергей Петрович
Сергей Петрович Корнийчук (укр. Сергій Петрович Корнійчук; род. 12 сентября 1965, Оратов, Винницкая область) — генерал-лейтенант Вооружённых сил Украины, начальник Генерального штаба ВСУ (с 27 марта 2020 по 28 июля 2021 года).

## Биография
Родился 12 сентября 1965 года в Оратове Винницкой области.
В 2011 году окончил Национальный университет обороны Украины и получил образование оперативно-стратегического уровня.
Начальник штаба — первый заместитель командира 6-го армейского корпуса (2012—2014), начальник оперативного управления — заместитель начальника штаба оперативного командования «Юг» (2014), начальник Вооружения Вооружённых Сил (2014—2015), Главный инспектор технического обеспечения Главной инспекции Министерства обороны (2015—2017), первый заместитель Главного инспектора Министерства обороны (2017—2019).
В октябре 2015 года получил звание генерал-майора.
В мае 2019 года назначен на должность первого заместителя начальника Генерального штаба Вооружённых Сил Украины.
В начале марта 2020 года Верховная Рада проголосовала за разделение должностей главнокомандующего и начальника Генерального штаба. 28 марта 2020 года президент Украины Владимир Зеленский назначил Руслана Хомчака главнокомандующим ВСУ, при этом он был уволен с должности начальника Генерального штаба. Начальником Генерального штаба был назначен его первый заместитель Сергей Корнийчук.
Был уволен вместе с главкомом Хомчаком в июле 2021 года.

## Награды
- Орден Данилы Галицкого[7]
- Медаль «За безупречную службу» III степени[8]
- именное огнестрельное оружие - 9-мм пистолет "Форт-12Н" (21 августа 2020)[9]